# Butler (Oklahoma)
Butler és un poble dels Estats Units a l'estat d'Oklahoma. Segons el cens del 2000 tenia 345 habitants.

## Demografia
Segons el cens del 2000, Butler tenia 345 habitants, 138 habitatges, i 104 famílies. La densitat de població era de 317,2 habitants per km².
Dels 138 habitatges en un 28,3% hi vivien nens de menys de 18 anys, en un 59,4% hi vivien parelles casades, en un 13% dones solteres, i en un 24,6% no eren unitats familiars. En el 21,7% dels habitatges hi vivien persones soles l'11,6% de les quals corresponia a persones de 65 anys o més que vivien soles. El nombre mitjà de persones vivint en cada habitatge era de 2,5 i el nombre mitjà de persones que vivien en cada família era de 2,88.
Per edats la població es repartia de la següent manera: un 24,1% tenia menys de 18 anys, un 7,2% entre 18 i 24, un 25,2% entre 25 i 44, un 27% de 45 a 60 i un 16,5% 65 anys o més.
L'edat mediana era de 40 anys. Per cada 100 dones de 18 o més anys hi havia 94,1 homes.
La renda mediana per habitatge era de 29.375 $ i la renda mediana per família de 32.083 $. Els homes tenien una renda mediana de 25.500 $ mentre que les dones 24.583 $. La renda per capita de la població era de 13.917 $. Entorn del 18,4% de les famílies i el 29,8% de la població estaven per davall del llindar de pobresa.

## Poblacions més properes
El següent diagrama mostra les poblacions més properes.